# Покосенко Олексій Вікторович
Олексій Вікторович Покосенко (нар. 7 серпня 1989) — український футболіст, захисник аматорського клубу Соллі Плюс.

## Життєпис
Олексій Покосенко народився 7 серпня 1989 року. Кар'єру професіонального гравця розпочав у складі охтирського «Нафтовика-Укрнафти» в сезоні 2007/08 років. Того року «Нафтовик» виступав у Вищій лізі чемпіонату України, але по завершенні сезону команда вилетіла до першої ліги. В цьому сезоні в складі головної команди він не зіграв жодного поєдинку, але захищав кольори клубу в першості дублерів, в якій зіграв 11 матчів. А вже наступного сезону молодий гравець дебютував на професіональному рівні. Сталося це 27 липня 2008 року в домашньому для «Нафтовика» матчі першої ліги чемпіонату України проти ужгородського «Закарпаття». Охтирська команда здобула перемогу з рахунком 1:0. Покосенко вийшов на поле на 88-ій хвилині, замінивши Віталія Андрухова. А свій перший та допоки єдиний м'яч на професіональному рівні забив 24 липня 2010 року в домашньому матчі 2-го туру першої ліги чемпіонату України проти вінницької «Ниви». Охтирська команда втому поєдинку здобула перемогу з рахунком 4:0. Сергій в тому матчі вийшов на поле на 83-ій хвилині замість автора двох м'ячів у воротах вінницької команди Євгенія Євсеєва. А вже на 88-ій хвилині й сам відзначився у воротах «Ниви». В складі «Нафтовика» в чемпіонатах України зіграв 32 матчі, ще 5 матчів провів у кубку України.
В 2011 році залишив «Нафтовик» та перейшов до складу друголігового свердловського «Шахтаря», в складі якого провів 7 матчів у чемпіонаті. Сезон 2011/12 років провів у харківському «Геліосі», але в складі клубу так і не зіграв жодного офіційного поєдинку. У сезоні 2012/13 років виступав у складі армянського «Титану». Був стабільним гравцем основного складу, в першій лізі зіграв 21 матч та забив 3 м'ячі, ще 1 поєдинок того сезону зіграв у кубку країни. В липні 2013 року за власної ініціативи розірвав контракт з армянським клубом (разом з ним команду також за власної ініціативи залишили Андрій Фартушняк, Сергій Ключик та Віталій Прокопченко).
В сезоні 2013/14 років захищав кольори головківського «УкрАгроКома». За клуб з Олександрійського району дебютував 14 липня 2013 року у виїзному матчі першого туру чемпіонату України з футболу серед клубів першої ліги проти донецького «Олімпіка». Перемогу в цьому матчі здобула саме донецька команда з рахунком 4:2. Сергій у тому поєдинку вийшов у стартовому складі та відіграв увесь поєдинок. Загалом у складі аграріїв у чемпіонаті України зіграв 23 матчі, ще 2 поєдинки провів у кубку України. По завершенні сезону «УкрАгроКом» та ПФК «Олександрія» були об'єднані в одну команду, ФК «Олександрія». Частина технічного персоналу та декілька гравців тієї команди перейшли до об'єднаної команди, решта ж змушені були шукати собі нове місце роботи. Саме до їх числа потрапив і Сергій Покосенко.
В 2015 році Сергій перейшов до складу аматорського клубу «Електроважмаш», який виступав у футбольних змаганнях Харківської області. У своєму дебютному сезоні відіграв у складі клубу 19 матчів та забив 6 м'ячів. З 2016 року команда змінила свою назву на «Соллі Плюс», але Сергій продовив виступати в її складі. За час свого перебування в харківському клубі виграв декілька аматорських трофеїв.

## Досягнення

### На аматорському рівні
- Чемпіонат Харківської області з футболу вища ліга (5 дивізіон):
  -  Чемпіон (2) — 2015, 2016.

- Кубок Харківської області з футболу: 
  -  Володар (1) — 2016.
  -  Фіналіст (1) — 2015.